# Список похороненных на Байковом кладбище

На Байковом кладбище, расположенном в центре Киева, похоронены многие выдающиеся деятели науки, культуры, спорта, политические и государственные деятели. Фактически является самым крупным мемориальным кладбищем Украины.

## Архитекторы
- Антоновский, Геннадий Михайлович — киевский губернский архитектор (место могилы не установлено)
- Беретти, Александр Викентьевич — архитектор
- Беретти, Викентий Иванович — академик архитектуры
- Дормидонтов Вячеслав Анатольевич — заслуженный архитектор Украины
- Заболотный, Владимир Игнатьевич — украинский советский архитектор-конструктивист
- Ежов, Валентин Иванович — украинский архитектор, главный архитектор Киева
- Каракис, Иосиф Юльевич — советский архитектор, градостроитель, художник и педагог, один из самых плодовитых киевских зодчих[1]
- Леонтович, Владимир Григорьевич — советский архитектор-реставратор, геодезист и инженер-строитель.
- Целиковская, Тамара Алексеевна — заслуженный архитектор Украины, автор около 30 станций киевского метрополитена

## Военные деятели
- Бабийчук, Роман Павлович — политработник советских Вооружённых Сил, генерал-лейтенант.
- Банных, Виктор Иванович — командующий Пограничными войсками Украины, генерал-полковник
- Батлук, Алексей Васильевич — советский военачальник, генерал-майор.
- Болдин, Иван Васильевич — командующий армией в годы Великой Отечественной войны, генерал-полковник
- Бутко, Александр Андреевич — советский военный деятель, полковник, Герой Советского Союза
- Бычковский, Александр Фёдорович — советский военный деятель, генерал-майор (1941 год).
- Васильев, Василий Ефимович — генерал-лейтенант, охранник В. И. Ленина
- Витковский, Иван Петрович — Герой Советского Союза
- Войцехович, Василий Александрович — Герой Советского Союза, писатель
- Волковский, Владимир Филиппович — Герой Советского Союза
- Володин, Николай Константинович — советский военачальник, генерал-лейтенант танковых войск.
- Воробьёв, Иван Алексеевич — дважды Герой Советского Союза, лётчик-штурмовик
- Высоцкий, Пётр Иосифович — Герой Советского Союза
- Галуган, Алексей Иванович — Герой Советского Союза
- Гарин, Борис Иванович — лётчик, Герой Советского Союза
- Головченко, Анатолий Петрович — Герой Советского Союза
- Грабчук, Максим Григорьевич — Герой Советского Союза
- Грацианский, Алексей Николаевич — лётчик-испытатель, конструктор, Герой Советского Союза
- Грушецкий, Иван Самойлович — военный и политический деятель, генерал-майор, Герой Социалистического Труда
- Губенко, Валерий Александрович — военный деятель, генерал армии Украины
- Дегтярев, Георгий Ермолаевич — советский военачальник, генерал-полковник артиллерии.
- Долина, Мария Ивановна — лётчица, участница Великой Отечественной войны, Герой Советского Союза
- Жуков, Иван Терентьевич — генерал-конструктор, Герой Советского Союза
- Завьялов, Николай Иванович — Герой Советского Союза
- Ковпак, Сидор Артемьевич — генерал-майор, дважды Герой Советского Союза руководитель партизанского движения
- Ковтун, Карп Иванович летчик-истребитель, Герой Советского Союза 15 мая 1908 — 13 ноября 1936 кенотаф — надгробный памятник в месте, которое не содержит останков покойного
- Кожухов, Леонид Иустинович (1903—1974) — советский военачальник, генерал-полковник артиллерии
- Колотилов, Леонид Алексеевич — гвардии генерал-майор, Герой Советского Союза
- Кулабухов, Валентин Фёдорович — Герой Советского Союза
- Куприянов, Дмитрий Андреевич — советский военачальник, генерал-лейтенант. Герой Советского Союза
- Мурдугов, Александр Иосифович — Герой Советского Союза
- Осьмак, Кирилл Иванович — Президент Украинского Главного Освободительного Совета
- Петров, Василий Степанович — генерал-полковник, дважды Герой Советского Союза
- Плосконос, Игорь Николаевич — генерал-майор, Герой Советского Союза
- Разин, Виктор Ефимович — Герой Советского Союза
- Ратушный, Роман Тарасович — сын Тараса Ратушного.
- Слюсаренко, Захар Карпович — генерал-лейтенант танковых войск, дважды Герой Советского Союза
- Телятников, Леонид Петрович — генерал-майор внутренней службы, Герой Советского Союза
- Уманский, Терентий Фомич — генерал-майор, Герой Советского Союза
- Федутенко, Надежда Никифоровна, командир авиационной эскадрильи 125-го гвардейского бомбардировочного авиационного полка (4-й гвардейской бомбардировочной авиационной дивизии, 1-го гвардейского бомбардировочного авиационного корпуса/ с 26 декабря 1944 года 5-го гвардейского бомбардировочного авиационного корпуса, 3-й воздушной армии, 1-го Прибалтийского фронта), гвардии майор. Герой Советского Союза
- Фёдоров, Алексей Фёдорович — генерал-майор, дважды Герой Советского Союза, руководитель партизанского движения
- Шутов, Степан Фёдорович — полковник, дважды Герой Советского Союза
- Ястребинский, Николай Дмитриевич — заместитель командира батальона, Герой Советского Союза

## Государственные деятели
- Ботвин, Александр Платонович — государственный и партийный деятель
- Гетьман, Вадим Петрович — экономист и финансист, политический деятель
- Головко, Анатолий Иванович — государственный деятель, министр промышленной политики Украины
- Головченко, Иван Харитонович — министр внутренних дел Украинской ССР
- Гречуха, Михаил Сергеевич — политический деятель
- Грушевский, Михаил Сергеевич — общественный и политический деятель Украины, президент УНР
- Енин, Евгений Владимирович — первый заместитель министра внутренних дел Украины (2021—2023)
- Завадский, Иосиф Иосифович — Киевский городской голова
- Кирпа, Георгий Николаевич — политический деятель, министр транспорта и связи Украины
- Кравченко, Юрий Фёдорович — министр внутренних дел Украины
- Кравчук, Леонид Макарович — политический деятель, 1-й президент Украины, Герой Украины, Народный депутат Верховной рады Украины (1994—2006)
- Ляшко, Александр Павлович — политический деятель, Герой Социалистического Труда
- Лукьяненко, Левко Григорьевич — диссидент и правозащитник, политический и государственный деятель, Герой Украины
- Мануильский, Дмитрий Захарович — советский и украинский политический деятель, академик АН УССР
- Михновский, Николай Иванович — украинский политический и общественный деятель, адвокат, публицист
- Монастырский, Денис Анатольевич — министр внутренних дел Украины (2021—2023)
- Петрук, Федор Иванович — государственный деятель, один из руководителей Министерства Финансов УССР
- Плющ, Иван Степанович — государственный деятель, Герой Украины, председатель Верховной рады Украины (1991—1994, 2000—2002)
- Полохало, Владимир Иванович — народный депутат Украины, политолог, историк
- Сирота, Михаил Дмитриевич — политический деятель
- Стецько, Ярослава Иосифовна — политический деятель
- Черновол, Вячеслав Максимович — политический деятель, журналист, один из основателей Народного Руха Украины, Герой Украины
- Шейко, Петр Владимирович — народный депутат Украины, политический деятель, экономист-аграрник
- Шелест, Пётр Ефимович — партийный и государственный деятель, Герой Социалистического Труда
- Щербицкий, Владимир Васильевич — партийный и государственный деятель, секретарь ЦК Компартии Украины, дважды Герой Социалистического Труда[2]

## Актёры, режиссёры, деятели кино
- Балабан,  Борис Александрович — ученик Леся Курбаса, актёр, режиссёр
- Борисоглебская, Анна Ивановна — советская актриса, народная артистка УССР (1936)
- Бессараб, Валерий Александрович — актёр, народный артист УССР
- Белоусов, Михаил Михайлович — советский актёр театра и кино, народный артист УССР (1948)
- Брондуков, Борислав Николаевич — актёр, народный артист УССР
- Бурдученко, Инна Георгиевна — украинская советская актриса театра и кино
- Бучма, Амвросий Максимилианович — режиссёр, актёр театра и кино, народный артист СССР
- Быков, Леонид Фёдорович — режиссёр, сценарист, актёр, народный артист УССР
- Ватуля, Алексей Михайлович — актёр, народный артист Украинской ССР
- Вескляров, Пётр Ефимович — актёр, «дед Панас», заслуженный артист УССР
- Винграновский, Николай Степанович — режиссёр, актёр, сценарист, писатель и поэт
- Вронский, Вахтанг Иванович — артист балета, хореограф, народный артист СССР, народный артист Украины
- Гашинский, Аркадий Евгеньевич — актёр, народный артист СССР
- Гринько, Николай Григорьевич — актёр театра и кино, народный артист УССР
- Громовенко, Павел Фёдорович — народный артист Украины, лауреат Национальной премии Украины имени Тараса Шевченко.
- Дальский, Владимир Михайлович — актёр театра и кино, народный артист СССР
- Данченко, Сергей Владимирович — театральный режиссёр, педагог, народный артист СССР
- Денисенко, Владимир Терентьевич — кинорежиссёр, народный артист Украинской ССР
- Демуцкий, Даниил Порфирьевич — советский кинооператор, лауреат Сталинской премии
- Добровольский, Виктор Николаевич — актёр театра и кино, народный артист СССР
- Дяченко, Анатолий Николаевич — актёр театра и кино, телеведущий и шоумен
- Ершов, Константин Владимирович — советский актёр, режиссёр
- Иванов, Сергей Петрович — советский актёр театра и кино, народный артист Украины
- Итыгилов, Александр Атаевич — кинорежиссёр, сценарист, оператор, заслуженный деятель искусств УССР
- Ивченко, Виктор Илларионович — кинорежиссёр, сценарист, народный артист Украинской ССР
- Заклунная, Валерия Гаврииловна — актриса театра и кино, народная артистка УССР. Герой Украины
- Заньковецкая, Марья Константиновна — актриса, народная артистка УССР
- Задаянная, Ирина Евгеньевна — балерина, украинская артистка балета, балетмейстер, заслуженная артистка УССР
- Заднепровский, Михаил Александрович — советский актёр театра и кино, народный артист УССР
- Золоев, Таймураз Александрович — кинорежиссёр, заслуженный деятель искусств Украины, лауреат премии имени Ломоносова
- Кавалеридзе, Иван Петрович — скульптор, режиссёр кино и театра, драматург, сценарист, народный артист УССР
- Калюта, Вилен Александрович — кинооператор, заслуженный деятель искусств Украины
- Ковтун, Валерий Петрович — артист балета, балетмейстер, народный артист СССР
- Копержинская, Нонна Кронидовна — украинская советская актриса театра и кино, народная артистка УССР
- Кохан, Григорий Романович — кинорежиссёр и сценарист, народный артист Украины
- Криницына, Маргарита Васильевна — актриса, народная артистка Украины
- Крушельницкий, Марьян Михайлович — украинский советский театральный режиссёр и актёр. Один из основоположников украинского театрального искусства XX века, народный артист СССР. Лауреат двух Сталинских премий
- Кусенко, Ольга Яковлевна — актриса, народная артистка СССР
- Крюкова, Нила Валерьевна — актриса, народная артистка Украинской ССР, Герой Украины
- Левчук, Тимофей Васильевич — советский украинский кинорежиссёр, народный артист СССР (1972)
- Линицкая, Любовь Павловна — украинская и советская актриса[3]
- Литвиненко-Вольгемут, Мария Ивановна — актриса и певица (лирико-драматическое сопрано), педагог, народная артистка СССР
- Лукаш, Виктор Николаевич — советский и украинский звукорежиссёр (звукооператор), композитор и педагог.
- Мелашунас-Ферро, Валерия Мартыновна — артистка балета, педагог, народная артистка Украины
- Миколайчук, Иван Васильевич — украинский актёр, режиссёр, сценарист, заслуженный артист УССР
- Милютенко, Дмитрий Емельянович — актёр театра и кино, народный артист СССР
- Муравьёва, Елена Александровна — артистка оперы, педагог по вокалу, заслуженный деятель искусств УССР (1938)
- Митницкий, Эдуард Маркович — театральный режиссёр, народный артист УССР
- Миргородский, Дмитрий Николаевич — актёр театра и кино, заслуженный артист Украины
- Наум, Наталия Михайловна — выдающаяся киноактриса Украины и СССР, народная артистка УССР
- Небиеридзе, Борис Константинович — советский украинский режиссёр, заслуженный деятель искусств Украины
- Олексенко, Степан Степанович — советский и украинский актёр театра и кино, народный артист СССР
- Олялин, Николай Владимирович — советский актёр театра и кино, народный артист Украины
- Оноприенко, Евгений Федорович — советский и украинский киносценарист, кинодраматург, заслуженный деятель искусств Украины
- Осыка Леонид Михайлович — украинский и советский кинорежиссёр, народный артист Украины
- Пелых, Игорь Дмитриевич — телеведущий
- Петрова, Евгения Алексеевна — украинская советская театральная и киноактриса, народная артистка Украинской ССР
- Розстальный, Виталий Григорьевич — украинский и советский актёр театра и кино, народный артист Украинской ССР
- Рушковский, Николай Николаевич — актёр театра и кино, педагог, народный артист Украинской ССР
- Садовский, Николай Карпович — украинский актёр и режиссёр, театральный деятель, писатель
- Саксаганский, Панас Карпович — украинский и советский актёр, режиссёр, народный артист СССР (1936)
- Сердюк, Александр Александрович — украинский и советский актёр театра и кино, народный артист Украины
- Скорульская, Наталия Михайловна — украинская советская артистка балета, сценарист, балетмейстер, заслуженная артистка Украинской ССР
- Смолич, Дмитрий Николаевич — режиссёр
- Сова Андрей Корнеевич — актёр кино. народный артист УССР
- Смолич, Николай Васильевич — актёр и режиссёр, народный артист СССР
- Стрелкова, Мария Павловна — советская актриса и педагог, заслуженная артистка Украинской ССР
- Ступка, Богдан Сильвестрович — актёр театра и кино, народный артист СССР, лауреат Государственной премии СССР, Герой Украины
- Тимошенко, Юрий Трофимович — комик, юморист, киноактёр, лауреат Сталинской премии, народный артист УССР
- Ткаченко, Юлия Семёновна — актриса театра и кино, народная артистка Украины[4]
- Третьяк, Василий Яковлевич — оперный певец, народный артист СССР
- Ужвий, Наталия Михайловна — актриса театра и кино, народная артистка СССР
- Чапкис, Григорий Николаевич — танцор, хореограф, основатель школы хореографии
- Халатов, Виктор Михайлович — советский актёр театра и кино, народный артист Украинской ССР (1946)
- Шахбазян, Сурен Вардкесович — советский кинооператор и режиссёр
- Шумский, Юрий Васильевич — советский актёр театра и кино. народный артист Украинской ССР. народный артист СССР, лауреат двух Сталинских премий[5]
- Шестопалов, Валентин Никитич — актёр театра и кино, народный артист Украины
- Шарварко, Борис Георгиевич — режиссёр фестивалей, концертных программ, народный артист Украинской ССР
- Шевченко, Владимир Дмитриевич — артист цирка (дрессировщик), народный артист СССР
- Швидлер, Мальвина Зиновьевна — актриса театра и кино, народная артистка Украины
- Юра, Гнат Петрович — режиссёр, актёр театра и кино, народный артист СССР[6]
- Юра, Терентий Петрович — актёр театра, народный артист Украинской ССР
- Юра-Юрский, Александр Петрович — актёр театра, народный артист Украинской и Узбекской ССР
- Яковченко, Николай Федорович — советский комедийный актёр театра и кино, народный артист Украинской ССР

## Художники и скульпторы
- Агнит-Следзевский, Казимир Генрихович — украинский график, заслуженный деятель искусств УССР
- Артамонов, Алексей Михайлович — украинский живописец, член Союза художников СССР и Национального союза художников Украины
- Белостоцкий, Ефим Исаевич — скульптор
- Белостоцкий, Анатолий Ефимович — народный художник УССР, сын Ефима Белостоцкого
- Генке-Меллер, Нина Генриховна — художник-авангардист, книжный график, сценограф
- Глущенко, Николай Петрович — советский художник, народный художник Украины, народный художник СССР
- Зноба, Валентин Иванович — советский и украинский скульптор, народный художник УССР
- Кальченко, Галина Никифоровна — украинский советский скульптор, заслуженный деятель искусств УССР, народный художник УССР, лауреат Государственной премии имени Тараса Шевченко
- Касиян, Василий Ильич — украинский советский график, народный художник СССР (1944), Герой Социалистического Труда (1974)
- Козюренко, Александр Григорьевич — украинский советский художник-карикатурист, заслуженный деятель искусств УССР
- Лидер, Даниил Данилович — украинский советский театральный художник. Лауреат Сталинской премии (1952)
- Лысенко, Михаил Григорьевич — советский скульптор, народный художник СССР
- Меллер, Вадим Георгиевич — художник-авангардист, театральный художник, иллюстратор и архитектор
- Нарбут, Георгий Иванович — художник-график, иллюстратор, автор первых украинских государственных знаков
- Петрицкий, Анатолий Галактионович — советский украинский живописец, график, декоратор, педагог, народный художник СССР (1944), лауреат Сталинских премий второй степени (1949, 1951)
- Полтавец, Виктор Васильевич (1925—2003) — народный художник Украинской ССР
- Саенко, Александр Ферапонтович (1899—1985) — советский художник, народный художник Украинской ССР. По инициативе ЮНЕСКО имя А. Ф. Саенко внесено в список выдающихся деятелей культуры мира
- Шишко, Сергей Фёдорович (1911—1997) — народный художник СССР
- Яблонская, Татьяна Ниловна (1917—2005) — выдающийся советский, украинский живописец, народный художник СССР (1982), лауреат Государственной премии СССР (1979) и двух Сталинских премий второй степени (1950, 1951)
- Якутович, Георгий Вячеславович (1930—2000) — художник, график, народный художник УССР.

## Литераторы

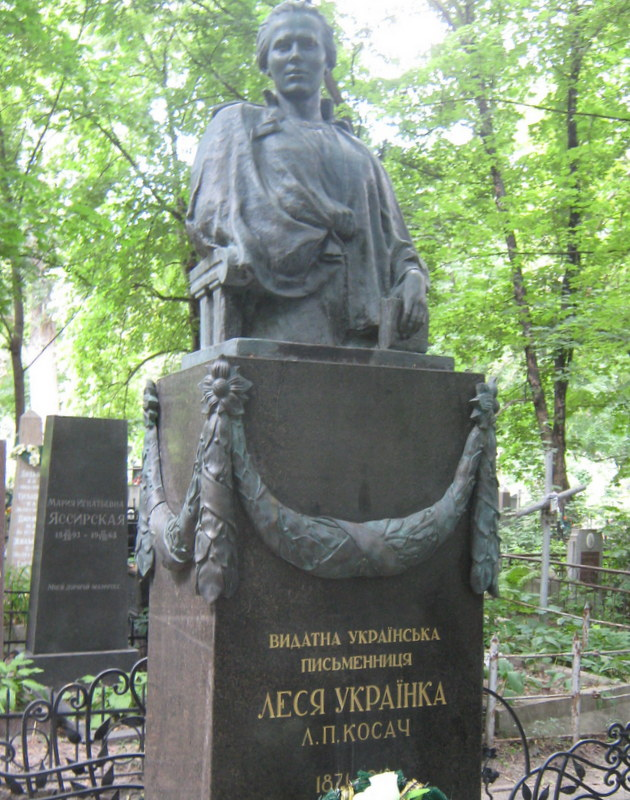
Надгробие Леси Украинки на «Старом» Байковом кладбище

- Авраменко, Александр Иванович — писатель
- Андрияшик, Роман Васильевич — украинский писатель, лауреат Шевченковской премии
- Бажан, Николай Платонович — поэт, академик АН УССР, Герой Социалистического Труда
- Вайсблат, Владимир Наумович — издатель, переводчик, драматург, литератор
- Василевская, Ванда Львовна — поэтесса, драматург, сценарист и общественный деятель
- Васильченко, Степан Васильевич — украинский писатель, сценарист и педагог
- Воронько, Платон Никитович — украинский советский поэт. Лауреат Сталинской премии
- Высоцкий, Влодзимеж — поэт, фотограф
- Глазовой, Павел Прокофьевич — выдающийся украинский поэт-сатирик
- Головко, Андрей Васильевич — писатель
- Гончар, Александр Терентьевич — писатель
- Гринченко, Борис Дмитриевич — писатель, учёный, переводчик и общественный деятель
- Днипрова Чайка — украинская писательница и поэтесса
- Дольд-Михайлик, Юрий Петрович — писатель, драматург, критик, публицист
- Забашта, Любовь Васильевна — украинская поэтесса
- Загребельный, Павел Архипович — писатель, лауреат Государственной премии СССР и Шевченковской премии, Герой Украины
- Земляк, Василий Сидорович — писатель, киносценарист, лауреат Национальной премии Украины им. Т. Шевченко (1978, посмертно)
- Корнейчук, Александр Евдокимович — писатель и политический деятель
- Кочерга, Иван Антонович — драматург
- Ле, Иван Леонтьевич — писатель
- Левада, Александр Степанович — писатель
- Леся Украинка — украинская писательница и поэтесса
- Литвин, Юрий Тимонович — поэт, публицист и правозащитник
- Малышко, Андрей Самойлович — поэт, переводчик. Лауреат Сталинских премий (1947, 1951), Государственной премии СССР (1969), Государственной премии УССР имени Т. Г. Шевченко (1964)
- Маняк Владимир Антонович — украинский писатель, поэт и прозаик. Лауреат Национальной Шевченковской премии
- Москаленко, Анатолий Захарович — писатель, заслуженный журналист Украины, первый директор Института журналистики КНУ имени Тараса Шевченко
- Мушкетик, Юрий Михайлович — писатель, лауреат Государственная премия УССР имени Т. Г. Шевченко. Герой Украины
- Нагнибеда, Николай Львович — украинский советский поэт. Лауреат Сталинской премии
- Нечуй-Левицкий, Иван Семёнович — писатель и публицист
- Олейник, Степан Иванович — украинский советский поэт. Лауреат Сталинской премии
- Остап Вишня — писатель, юморист и сатирик
- Олейник, Борис Ильич — поэт, лауреат Государственная премия УССР имени Т. Г. Шевченко. Герой Украины
- Павлычко, Соломия Дмитриевна — литературовед, историк литературы, переводчица
- Панч, Пётр Иосифович — писатель
- Первомайский, Леонид Соломонович — поэт
- Покальчук, Юрий Владимирович — писатель
- Рыбак, Натан Самойлович — писатель
- Рыльский, Максим Фаддеевич — поэт, Академик АН СССР
- Скляренко, Семён Дмитриевич — писатель
- Смолич, Юрий Корнеевич — писатель
- Собко, Вадим Николаевич — писатель
- Сосюра, Владимир Николаевич — поэт
- Старицкий, Михаил Петрович — писатель и театральный деятель
- Стельмах, Михаил Афанасьевич — писатель
- Стельмах, Ярослав Михайлович — писатель
- Стус, Василий Семёнович — поэт, диссидент, Герой Украины
- Леонид Талалай (1941—2012) — поэт, лауреат Национальной премии Украины им. Т.Шевченко
- Тельнюк, Станислав Владимирович (1935—1990) — украинский поэт, прозаик и литературный критик.
- Тычина, Павло Григорьевич — поэт, академик Академии наук Украины
- Тютюнник, Григор Михайлович — украинский писатель-прозаик.
- Ульяненко Олесь — писатель, лауреат Шевченковской премии
- Шведов, Игорь Александрович — писатель, Заслуженный деятель искусств и Народный артист Украины
- Яновский, Юрий Иванович — писатель

## Музыканты
- Авдиевский, Анатолий Тимофеевич — хоровой дирижёр, Народный артист СССР, Герой Украины
- Астафьева, Вера Леонидовна — российская и украинская певица (драматическое сопрано) и педагог.
- Билаш, Александр Иванович — композитор, Народный артист СССР, Герой Украины
- Блуменфельд, Станислав  Михайлович — пианист, учредитель музыкальной школы и класса драматического искусства с оперным классом в 1893-1897г, певец и композитор. Брат Феликса Михайловича Блуменфельда. Заслуженный деятель искусств РСФСР.
- Верёвка, Григорий Гурьевич — композитор и хоровой дирижёр
- Верменич, Владимир Николаевич — композитор и хоровой дирижёр
- Вилинская, Ирина Николаевна — певица, педагог и композитор
- Вилинский, Николай Николаевич — композитор и выдающийся педагог, заслуженный деятель искусств Украины
- Виноградова, Элеонора Алексеевна — выдающийся советский и украинский хоровой дирижёр, педагог, профессор, заслуженный деятель искусств УССР
- Ворвулев, Николай Дмитриевич — оперный певец, Народный артист Белоруссии
- Венедиктов, Лев Николаевич — хоровой дирижёр, педагог. Народный артист СССР. Герой Украины
- Гайдай, Зоя Михайловна — оперная певица (сопрано), педагог, Народная артистка СССР
- Гмыря, Борис Романович — оперный и камерный певец (бас), Народный артист СССР
- Гончаров, Пётр Григорьевич — композитор и хормейстер Государственной заслуженной академической капеллы Украины
- Гомоляка, Вадим Борисович — композитор, Заслуженный деятель искусств Украинской ССР
- Гнатюк, Дмитрий Михайлович — оперный и камерный певец (баритон), Народный артист СССР, Герой Социалистического Труда, Герой Украины
- Гришко, Михаил Степанович — оперный певец, Народный артист СССР
- Губаренко, Виталий Сергеевич — композитор, Народный артист Украины
- Данькевич, Константин Фёдорович — композитор, дирижёр, пианист, педагог
- Евдокименко, Анатолий Кириллович — музыкант, Народный артист Украины, руководитель ансамбля «Червона рута», муж С. Ротару.
- Жданов, Сергей Сергеевич — композитор
- Заремба, Владислав Иванович — композитор
- Карабиц, Иван Фёдорович — композитор
- Кива, Олег Филиппович — композитор
- Кикоть, Андрей Иванович — оперный певец, Народный артист Украины
- Косенко, Виктор Степанович — композитор, пианист, педагог
- Кречко, Михаил Михайлович — хоровой дирижёр и композитор
- Курин, Виктор Николаевич — певец, Народный артист Украины, Народный артист Молдавии, профессор
- Лысенко, Николай Витальевич — композитор, пианист, дирижёр, педагог
- Лятошинский, Борис Николаевич — композитор, дирижёр и педагог
- Майборода, Георгий Илларионович — композитор, Народный артист СССР
- Майборода, Платон Илларионович — композитор, Народный артист СССР
- Мейтус, Юлий Сергеевич — композитор, Народный артист Украины
- Мирошниченко, Евгения Семёновна — оперная певица, педагог. Народная артистка СССР (1965). Герой Украины (2006)
- Мозговой, Николай Петрович — композитор, певец, народный артист Украины
- Муравский, Павел Иванович — украинский хоровой дирижёр и педагог, Герой Украины (2009), народный артист УССР (1960)
- Паторжинский, Иван Сергеевич — оперный певец
- Петриненко, Диана Игнатьевна — певица. Народная артистка СССР
- Петрусенко, Оксана Андреевна — певица. Народная артистка Украинской ССР
- Рахлин, Натан Григорьевич — дирижёр, Народный артист СССР
- Ревуцкий, Дмитрий Николаевич — музыковед, фольклорист, литературовед
- Ревуцкий, Лев Николаевич — композитор, Народный артист СССР, академик АН Украины, Герой Социалистического Труда
- Рябов, Алексей Пантелеймонович — скрипач
- Сабадаш, Степан Алексеевич — композитор
- Свечников, Анатолий Григорьевич — композитор
- Скорульский, Михаил Адамович — композитор, педагог, заслуженный деятель искусств Украины.
- Скрипчинская, Элеонора Павловна
- Смолич, Дмитрий Николаевич — оперный режиссёр
- Турчак, Стефан Васильевич — дирижёр, Народный артист СССР, Лауреат Шевченковской премии.
- Филиппенко, Аркадий Дмитриевич — композитор Народный артист УССР
- Чембержи, Михаил Иванович — композитор, педагог, профессор, Народный артист Украины, ректор и основатель Киевской детской академии искусств
- Шамо, Игорь Наумович — композитор, Народный артист УССР
- Шпортько, Виктор Михайлович — певец, Народный артист УССР
- Штогаренко, Андрей Яковлевич
- Щуровский, Юрий Сергеевич — композитор, педагог, музыкальный редактор
- Сазыкин, Виктор Андреевич — виолончелист, Народный артист СССР, Народный артист УССР, скрипичный мастер, педагог

## Учёные

Надгробие Романа Бершеды

- Амосов, Николай Михайлович — кардиохирург, учёный-медик, Герой Социалистического Труда.
- Антонов, Олег Константинович — авиаконструктор, доктор наук, академик Академии наук УССР, Герой Социалистического Труда.
- Бабий, Борис Мусиевич — исследователь истории государства и права, директор Института государства и права имени В. М. Корецкого НАН Украины.
- Богданов, Фёдор Родионович — советский учёный, хирург, травматолог-ортопед, один из организаторов здравоохранения на Украине. Член-корреспондент АМН СССР.
- Бершеда, Роман Васильевич — советский правовед. Доктор юридических наук, профессор.
- Букреев, Борис Яковлевич — математик, свыше 70 лет состоял профессором Киевского университета.
- Булгаков, Афанасий Иванович — русский богослов и церковный историк, отец писателя Михаила Булгакова.
- Барьяхтар, Виктор Григорьевич — профессор Национального технического университета Украины «КПИ», академик НАН. Герой Украины
- Ващенко, Константин Ильич — учёный, профессор, Национального технический университет Украины (КПИ).
- Веклич, Владимир Филиппович — учёный, доктор наук, изобретатель троллейбусного поезда.
- Волкович, Николай Маркианович — украинский хирург.
- Галицкий, Владимир Яковлевич — краевед, учёный, специалист по истории дореволюционной Киргизии.
- Глушков, Виктор Михайлович — учёный, академик АН СССР, один из пионеров кибернетики.
- Гончарук, Евгений Игнатьевич — учёный, академик НАН, АМН, АПН Украины, почётный ректор Национального медицинского университета им. А. А. Богомольца.
- Давыдов, Александр Сергеевич — учёный-физик.
- Дулуман, Евграф Каленьевич — философ и теолог, деятель научного атеизма.
- Душечкин, Александр Иванович — украинский советский учёный в области агрохимии и физиологии растений, академик АН УССР. В 1946—1953 — директор Института физиологии и агрохимии АН УССР.
- Житецкий, Павел Игнатьевич — филолог и этнограф, Член-корреспондент Петербургской Академии наук.
- Зазыбин, Николай Иванович — гистолог, профессор, член-корреспондент АМН СССР.
- Зеров, Дмитрий Константинович — ботаник, академик АН УССР.
- Караваев, Владимир Афанасьевич (хирург), профессор Университета Святого Владимира (Киев).
- Кириченко Галина Андроновна (1923—1998) — лингвист, доктор филологических наук, профессор
- Кирсанов, Александр Васильевич — учёный химик, член Академии наук УССР.
- Копейчиков, Владимир Владимирович — доктор юридических наук, профессор, академик Академии правовых наук Украины, заслуженный деятель науки и техники Украины.
- Костюк, Платон Григорьевич — биофизик, нейрофизиолог, академик НАН Украины, Герой Социалистического Труда, Герой Украины, председатель Верховного Совета УССР в 1985—1990.
- Клименюк Николай Николаевич (1938—2019) — доктор экономических наук, профессор[7]
- Кудин Вячеслав Александрович (1925—2018) — доктор философских наук, профессор
- Кульский, Леонид Адольфович (1903—1993) — учёный химик, академик АН УССР, заслуженный деятель науки УССР.
- Кульчицкий, Константин Иванович — хирург, профессор, академик Академии педагогических наук УССР.
- Кучера, Михаил Петрович — доктор исторических наук, ведущий научный сотрудник Института археологии НАН Украины
- Кнышов, Геннадий Васильевич — директор Института сердечно-сосудистой хирургии имени Н. М. Амосова, доктор медицинских наук. Герой Украины
- Лазаренко, Евгений Константинович — учёный и педагог в области минералогии, заслуженный деятель науки, лауреат Государственной премии УССР (1983), академик АН УССР, доктор геолого-минералогических наук (1947).
- Маркевич, Александр Прокофьевич — украинский советский зоолог, академик АН УССР (1957).
- Назаренко, Иван Дмитриевич — историк.
- Патон, Борис Евгеньевич — учёный в области металлургии. Дважды Герой Социалистического Труда. Герой Украины
- Патон, Евгений Оскарович — советский учёный в области сварки и мостостроения. Герой Социалистического Труда[8].
- Птуха, Михаил Васильевич — советский экономист, статистик и демограф, основатель Института демографии АН УССР, действительный член АН УССР, член-корреспондент АН СССР, заслуженный деятель науки, действительный член Международного статистического института.
- Павленко, Анатолий Фёдорович — ректор Киевского национального экономического университета имени Вадима Гетьмана. Герой Украины
- Радченко, Наталия Фёдоровна (1945—2012), доцент кафедры медицинской и биологической физики Национального медицинского университета им. А. Богомольца, кандидат химических наук, более 40 лет преподавательской деятельности.
- Семчик, Виталий Иванович — член-корреспондент Национальной академии наук Украины, академик Академии правовых наук Украины, доктор юридических наук, профессор
- Сикорский, Иван Алексеевич — психиатр, публицист, профессор Киевского университета Святого Владимира.
- Скопенко, Виктор Васильевич — учёный-химик, Герой Украины, ректор Киевского национального университета им. Т. Шевченко.
- Спиров, Михаил Сергеевич — анатом, профессор Киевского медицинского института.
- Тимофеев Сергей Лукьянович — профессор, хирург, основатель кафедры ортопедии и травматологии Киевского медицинского института, скончался 20/12/1943, участок № 3 ст.-2—3 ряд слева от второго перекрестка входа.
- Хржонщевский, Никанор Адамович — украинский гистолог и патофизиолог польского происхождения, профессор Харьковского и Киевского университетов.
- Шалимов, Александр Алексеевич — хирург, действительный член АН УССР, Герой Украины.
- Шамрай, Агапий Филиппович (1896—1952) — литературовед, исследователь украинской и зарубежной литературы.
- Шимановский, Юлий Карлович — русский хирург.
- Шуринок, Андрей Романович — хирург, создатель Киевской школы детских хирургов.

## Другие
- Андерс, Фёдор Фердинандович — инженер-конструктор, дирижаблестроитель. Создатель первого отечественного дирижабля мягкой конструкции гражданского назначения
- Астахова, Полина Григорьевна — гимнастка, Заслуженный мастер спорта СССР
- Банников, Виктор Максимович — футболист, Заслуженный мастер спорта СССР
- Баль, Андрей Михайлович — футболист, тренер, Заслуженный мастер спорта СССР
- Белькевич, Валентин Николаевич — белорусский и украинский футболист, тренер
- Берия, Серго Лаврентьевич — инженер-конструктор в области радиолокации и ракетных систем
- Боров, Михаил Романович — Чемпион РСФСР, борец
- Варнава (Беляев) — епископ Русской православной Церкви
- Воронин Михаил — модельер
- Войнов, Юрий Николаевич — футболист, Заслуженный мастер спорта СССР
- Гусин, Андрей Леонидович — украинский футболист, тренер, Заслуженный мастер спорта Украины
- Иоанн (Соколов) (1877—1968) — митрополит Киевский и Галицкий, Патриарший Экзарх всея Украины (1944—1964)
- Иоасаф (Лелюхин) — митрополит Киевский и Галицкий, Патриарший Экзарх всея Украины (1964—1966)
- Жилин, Виктор Степанович — футболист и тренер, Мастер спорта СССР
- Коман, Михаил Михайлович — футболист и тренер, Мастер спорта СССР
- Каденюк, Леонид Константинович — космонавт. Герой Украины
- Лобановский, Валерий Васильевич — футбольный тренер, Заслуженный тренер СССР. Герой Украины
- Макаров, Олег Александрович — футболист, Заслуженный мастер спорта СССР
- Мейс, Джеймс — историк, политолог, исследователь Голодомора как геноцида украинцев
- Погребецкий, Михаил Тимофеевич (1892—1956) — заслуженный мастер спорта СССР по альпинизму, первовосходитель на пик Хан-Тенгри, географ
- Рудаков, Евгений Васильевич — футболист, вратарь, Заслуженный мастер спорта СССР
- Снежков, Александр Дмитриевич (1929—2013) — авиаконструктор самолётов Антонов, заслуженный машиностроитель Украины, внук профессора-хирурга С. Л. Тимофеева, в участок № 3 ст
- Соснихин, Вадим Александрович — футболист (центральный защитник), Мастер спорта СССР
- Островский, Леонид Альфонсович — футболист, Заслуженный мастер спорта СССР
- Тихий, Алексей Иванович — правозащитник
- Цехмистер, Владимир Павлович — издатель, полиграфист
- Чанов, Виктор Викторович — футболист, Заслуженный мастер спорта СССР
- Шахлин, Борис Анфиянович — гимнаст, Заслуженный мастер спорта СССР
- Штейн, Леонид Захарович — шахматист, Заслуженный мастер спорта СССР